# Forêt nationale d'Irati
La forêt nationale de Irati (portugais : Floresta Nacional de Irati) est une forêt nationale brésilienne. Elle se situe dans la région Sud, dans l'État du Paraná.
Le parc fut créé en 1968 et couvre une superficie de 3 802,480 0 hectares.
Il s'étend sur le territoire de la municipalité de Fernandes Pinheiro.